# Felsuma paví
Felsuma paví (Phelsuma quadriocellata) je druh stromového gekona z rodu Phelsuma. Rod felsum čítá přibližně 40 druhů, kteří žijí převážně na Madagaskaru a okolních ostrovech, ale také ve východní a jižní Africe. Felsuma paví obývá vlhké oblasti v nížinách západního Madagaskaru zahrnující nejen deštné lesy, ale i parky a zahrady. Živí se převážně hmyzem, ale nepohrdne ani ovocem.

## Taxonomie
Felsuma paví zahrnuje tři poddruhy. Čtvrtý poddruh Phelsuma quadriocellata parva, Meier 1983 byl povýšen na samostatný druh.
- Phelsuma quadriocellata quadriocellata	(PETERS, 1883)
- Phelsuma quadriocellata bimaculata	(KAUDERN, 1922)
- Phelsuma quadriocellata lepida	(KRÜGER, 1993)

## Vzhled
Felsuma paví dorůstá 9 – 13 cm, záleží na poddruhu. Patří tedy spíš mezi menší felsumy. Základní zbarvení je zelené s červenými tečkami na hřbetě. Po stranách těla je vždy velká černá skvrna ohraničená modrým proužkem. Břicho je žlutobílé.